# (35935) 1999 JO122
1999 JO122 (asteroide 35935) é um asteroide da cintura principal. Possui uma excentricidade de 0.13280600 e uma inclinação de 3.33834º.
Este asteroide foi descoberto no dia 13 de maio de 1999 por LINEAR em Socorro.